# Ponte Serrada
Ponte Serrada là một đô thị thuộc bang Santa Catarina, Brasil. Đô thị này có diện tích 570 km², dân số năm 2007 là 11210 người, mật độ 20,7 người/km².